# Sideman von Crediton
Sideman († 30. April 977) war Bischof von Crediton.
Im Jahre 968 stand er einem Kloster in Exeter als Abt vor. Er wurde 973 zum Bischof geweiht und trat sein Amt in diesem Zeitraum an. Er starb am 30. April 977.